# Marc Otten
Marc Otten (* 1. August 1967 in Köln) ist ein ehemaliger deutscher Eishockeyspieler, der unter anderem für den Kölner EC in der Bundesliga aktiv war und mit dem Verein zweimal Deutscher Meister wurde.

## Karriere
Marc Otten durchlief die Nachwuchsabteilung des Kölner EC. Erstmals im Profiteam eingesetzt wurde er im Alter von 16 Jahren in der Saison 1983/84 im DEB-Pokal. Sein Debüt in der Bundesliga gab er in der Spielzeit 1985/86. Gleich in seinen ersten beiden Jahren im Seniorenbereich wurde er mit seinem Verein zweimal in Folge Deutscher Meister. Über die Rolle eines Ergänzungsspielers kam er in der höchsten deutschen Spielklasse allerdings nicht hinaus. Sein erstes Tor als Profi gelang ihm erst in der Saison 1987/88, als er für den Neusser SC in der 2. Bundesliga auflief.
In den folgenden Jahren wechselte Otten oft seine Vereine und pendelte zwischen 2. Bundesliga, Oberliga und Regionalliga. Er spielte von 1988 bis 1993 für den SC Solingen, ECD Iserlohn, 1. EHC Hamburg, Grefrather EC, EHC 80 Nürnberg, EC Peiting und EV Ravensburg. Im Jahr 1993 kam er zum EHC Trier, mit dem er in der Saison 1993/94 in die zweitklassige 1. Liga aufstieg. Nach der Spielzeit 1995/96 beendete er seine Karriere.

## Erfolge und Auszeichnungen
- 1986 Deutscher Meister mit dem Kölner EC
- 1987 Deutscher Meister mit dem Kölner EC
- 1989 Aufstieg in die 2. Bundesliga mit dem ECD Sauerland
- 1994 Aufstieg in die 1. Liga mit dem EHC Trier

## Karrierestatistik
(Legende zur Spielerstatistik: Sp oder GP = absolvierte Spiele; T oder G = erzielte Tore; V oder A = erzielte Assists; Pkt oder Pts = erzielte Scorerpunkte; SM oder PIM = erhaltene Strafminuten; +/− = Plus/Minus-Bilanz; PP = erzielte Überzahltore; SH = erzielte Unterzahltore; GW = erzielte Siegtore; 1 Play-downs/Relegation; Kursiv: Statistik nicht vollständig)